# 仕様及び記述言語
仕様及び記述言語（しようおよびきじゅつげんご、SDL: Specification and Description Language）は、システムの仕様を記述するための言語であり、曖昧さのない仕様記述を実現するために作られた。主な対象は受動的な分散システムである。スウェーデンの計算機科学者イヴァー・ヤコブソンは、ソフトウェア開発を行うために青写真 (blueprints) が必要であると考え、仕様記述言語、 SDL(Specification and Description Language) の最初の版の開発者の一人となり、SDLは電話業界での標準となった(ITU-T勧告)。 

## 概要
ITU-T (Recommendations Z.100 to Z.106) に定義されている。
元々は通信システムのプロトコル仕様の記述法であったが、現在はそれに加えてプロセス制御やリアルタイム・アプリケーションにも使用されている。グラフィカル表記とテキスト表記があるが、どちらでも同じ内容を記述できる。有限状態機械と階層的なブロック分割を、基本としている。
形式仕様記述の一種として使用でき、構成と状態遷移を網羅することで、漏れのない完全な設計に用いることができる。